# Felix Müri
Pour les articles homonymes, voir Muri.
Felix Müri, né le 22 janvier 1958 à Lucerne est une personnalité politique suisse membre de l'Union démocratique du centre.

## Biographie
Il est élu au Conseil national comme représentant du canton de Lucerne depuis 2003. En 2015, il est réélu au Conseil national. Il est membre de l'Action pour une Suisse indépendante et neutre.